# Henriëtta Maria van Frankrijk
Henriëtta Maria van Frankrijk (Parijs, 25 november 1609 – Colombes, 10 september 1669) was van 13 juni 1625 tot 30 januari 1649 koningin van Engeland, Schotland en Ierland door haar huwelijk met Karel I van Engeland.
Zij werd geboren als Henriette-Marie de France, prinses van Frankrijk. Ze was de jongste dochter van koning Hendrik IV en koningin Maria de' Medici. Ze was een zuster van de toekomstige Lodewijk XIII van Frankrijk. Ze had verder nog twee oudere broers: Nicolaas en Gaston, beiden hertog van Orléans. Ze had ook twee oudere zussen: Elisabeth en Christina Maria. Haar vader, Hendrik IV, werd vermoord in 1610, Henriëtta Maria was toen nog geen zes maanden oud. In 1617 werd haar moeder, Maria de'Medici, verbannen van het Franse hof.
Ze werd geboren op het Louvre en kreeg een katholieke opvoeding. Daardoor werd ze een onpopulaire keuze als vrouw voor de Engelse koning, met wie ze per volmacht trouwde op 11 mei 1625, kort na zijn troonsbestijging.

## Huwelijk
Op 13 juni 1625 trouwden ze voor een tweede keer, toen ze elkaar voor het eerst zagen. Het huwelijk vond plaats in de St Augustine's Abbey in Canterbury, Kent. Tijdens de kroning van haar man op 2 februari 1626 kon zij niet worden gekroond omdat het een Anglicaanse dienst was. Aanvankelijk was hun huwelijk goed. Henriëtta Maria had veel bediendes meegenomen vanuit Frankrijk, allen Rooms-katholiek. Doordat het er zo veel waren, kostte het de koning veel geld. Karel stuurde de hele hofhouding van zijn jonge vrouw terug naar Frankrijk; alleen kapelaan Daniel de La Mothe Duplessis Houdancourt en twee hofdames mocht ze bij zich houden. Medelijden met zichzelf hebbend, keek ze treurig door een raam van het paleis, hoe haar gevolg terugging naar Frankrijk. Karel was boos, en trok zijn koppige vrouw gewelddadig weg bij het raam. Karel was in 1623 naar Spanje gereisd met George Villiers, eerste hertog van Buckingham, om met een dochter van koning Filips IV van Spanje te trouwen, maar die eiste dat hij katholiek zou worden en een jaar na het huwelijk in Spanje bleef wonen om het verdrag na te leven. Karel was verontwaardigd, maar ontmoette daar wel Henriëtta-Maria.
Nadat de hertog van Buckingham werd vermoord door John Felton in augustus 1628, verbeterde de relatie met haar echtgenoot en kregen ze een band van liefde en genegenheid. Ze weigerde haar katholieke geloof op te geven. Dit vervreemdde haar van vele mensen en vooral van machtige mensen, zoals Willem Laud, die aartsbisschop van Canterbury werd en van Thomas Wentworth, graaf van Strafford.

## Kinderen

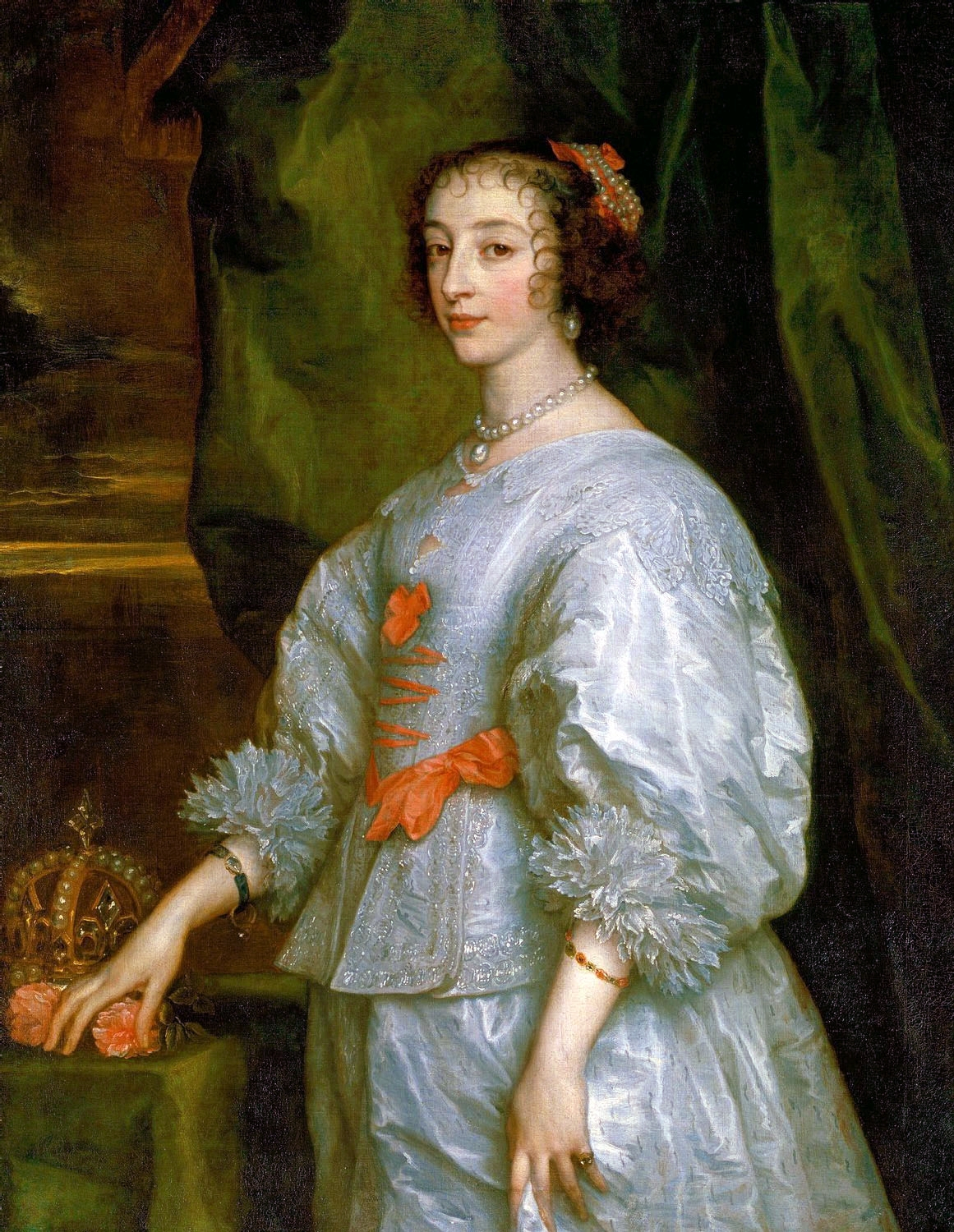
Portret van Henriëtta Maria
(1632), Antoon van Dyck, Royal Collection

Portret van Henriëtta Maria
(ca.1636/38), Antoon van Dyck, San Diego Museum of Art

Henriëtta Maria en Karel I kregen negen kinderen:
- Karel Jacobus (13 maart 1629, overleden dezelfde dag), hertog van Cornwall
- Karel (29 mei 1630 - 6 februari 1685), hij werd in 1660 koning van Engeland, Schotland en Ierland
- Maria Henriëtte (4 november 1631 - 24 december 1660), trouwde in 1641 met Willem II van Oranje, werd moeder van de toekomstige Engelse koning Willem III van Oranje
- Jacobus (14 oktober 1633 - 16 september 1701), hij werd na de dood van zijn broer, Karel, koning van Engeland, Schotland en Ierland
- Elizabeth (29 december 1635 - 8 september 1650)
- Anne (17 maart 1637 - 8 december 1640)
- Catherine (29 januari 1639, overleden dezelfde dag
- Hendrik (8 juli 1640 - 18 september 1660), stierf aan de pokken, was hertog van Gloucester
- Henriëtte Anne (16 juni 1644 - 30 juni 1670), zij was de eerste vrouw van Filips I, hertog van Orléans. Minette zoals ze doorgaans werd genoemd stierf in 1670 onder onduidelijke omstandigheden.

## Engelse Burgeroorlog
Henriëtta Maria begon steeds meer deel te nemen aan de nationale politiek. Ze was wegens haar Franse afkomst anti-Spaansgezind en walgde van de protestantse landen die diplomatieke toenadering tot Spanje zochten tijdens de Dertigjarige Oorlog. Toen de burgeroorlog naderde, begon ze actief te zoeken naar fondsen en steun voor haar man, maar haar nadruk op katholieke steun zoals van paus Urbanus VIII en Frankrijk maakte vele mensen in Engeland achterdochtig en dat ondermijnde Karels positie verder. Ze toonde sympathie voor haar medekatholieken en gaf een katholieke mis in haar privékapel in Somerset House ter ere van pater Richard Blount S.J. in 1638.
In augustus 1642, toen de burgeroorlog uitbrak, was Henriëtta Maria op het continent. Ze ging door met het inzamelen van geld voor de koninklijke zaak en kwam pas in 1643 weer in Engeland terug. Ze kwam aan in Bridlington in East Riding of Yorkshire, met een leger dat de koninklijke troepen in het noorden van Engeland te hulp kwam. Ze maakte van York haar hoofdkwartier en bleef enkele maanden in het noorden tot ze zich bij de koning in Oxford voegde. De val van de koning dankzij Schotse tussenkomst aan de kant van het parlement en zijn weigering strenge regels te accepteren, dwong Henriëtta Maria in juli 1644 naar Frankrijk te vluchten, samen met haar zoons. Koning Karel I werd in 1649 geëxecuteerd. Henriëtta Maria werd achtergelaten met hoge schulden en vele financiële problemen.

## Weduwe

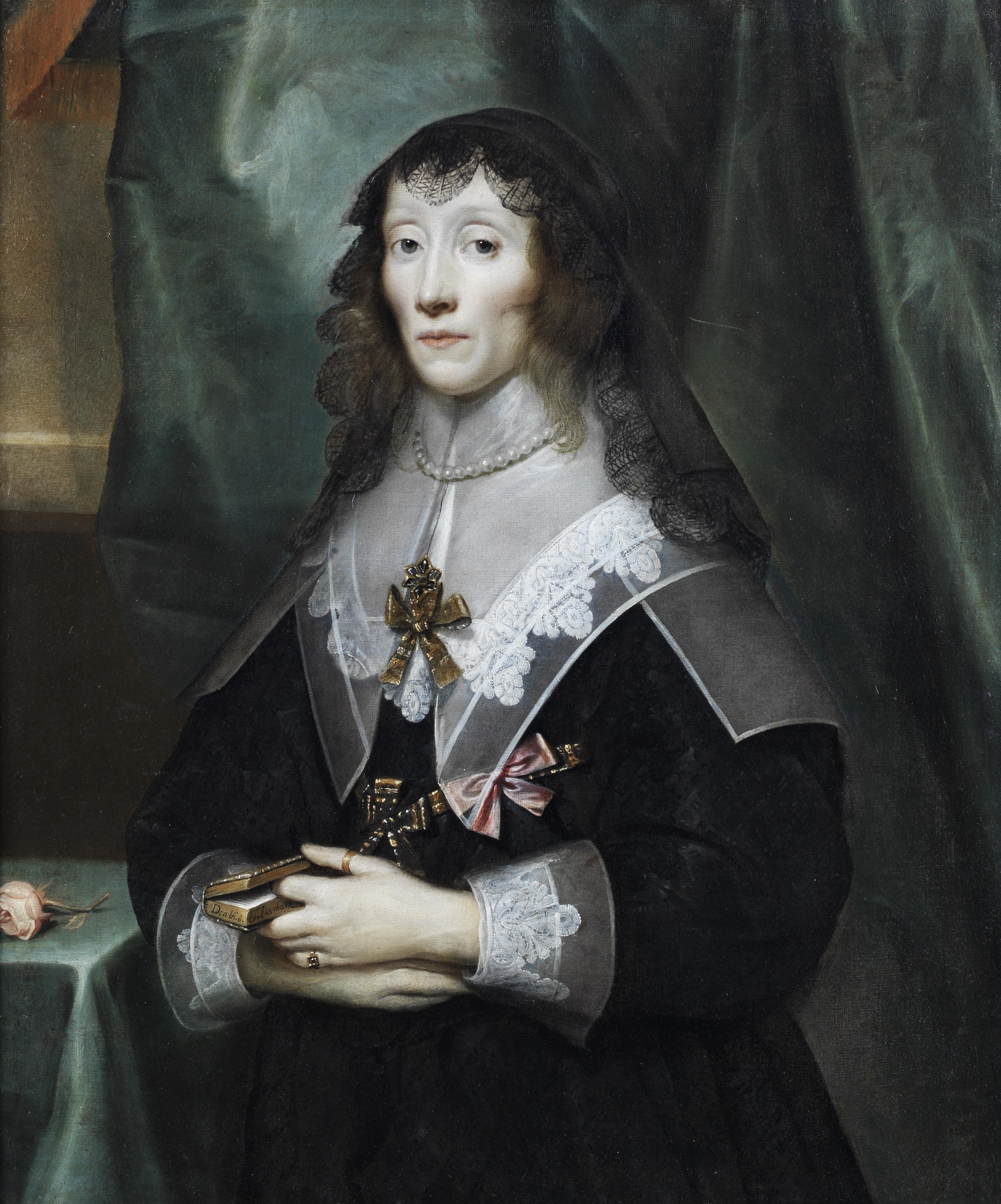
Portret van Henriëtta Maria in rouw
(1650s), Cornelis Janssens van Ceulen

Ze vestigde zich in Parijs, en wees de excentrieke Kenelm Digby aan als haar kanselier. Henriëtta Maria keerde in oktober 1660 terug naar Engeland, dat dankzij de Restauratie weer een koninkrijk was geworden, en haar oudste zoon was nu koning als Karel II. Ze leefde tot 1665 als koningin-moeder in Somerset House in Londen en keerde toen voorgoed terug naar Frankrijk. Haar financiële problemen waren opgelost dankzij een royaal pensioen.
Henriëtta Maria stierf op 59-jarige leeftijd in haar paleis te Colombes. Ze werd bijgezet in de koninklijke Kathedraal van Saint-Denis.

## Trivia
- De staat Maryland (in het Latijn: "Terra Mariae") werd naar koningin Henriëtta Maria vernoemd door Cecil Calvert, de zoon van George Calvert, eerste Baron van Baltimore.
- Kaap Henrietta Maria, aan de westkust van James Bay en Hudson Bay in Noord-Ontario is ook naar deze koningin vernoemd.
- Ook het slavenschip "Henrietta Maria" werd naar haar vernoemd. Hier was de koninklijke familie echter niet zo mee verguld.

## Kwartierstaat (voorouders)
| Karel van Bourbon-Vendôme (1489-1537) | Karel van Bourbon-Vendôme (1489-1537) | Karel van Bourbon-Vendôme (1489-1537) | Karel van Bourbon-Vendôme (1489-1537) | Karel van Bourbon-Vendôme (1489-1537)   | Karel van Bourbon-Vendôme (1489-1537)   | Françoise van Alençon (1491-1550)       | Françoise van Alençon (1491-1550)       | Françoise van Alençon (1491-1550)       | Françoise van Alençon (1491-1550)       | Françoise van Alençon (1491-1550)    | Françoise van Alençon (1491-1550)    |                                      |                                      | Hendrik II van Navarra (1503-1555)   | Hendrik II van Navarra (1503-1555)   | Hendrik II van Navarra (1503-1555)  | Hendrik II van Navarra (1503-1555)  | Hendrik II van Navarra (1503-1555) | Hendrik II van Navarra (1503-1555) | Margaretha van Valois (1492-1549)   | Margaretha van Valois (1492-1549)   | Margaretha van Valois (1492-1549)   | Margaretha van Valois (1492-1549)   | Margaretha van Valois (1492-1549)   | Margaretha van Valois (1492-1549)   |  |  | Cosimo I de' Medici (1519-1574)    | Cosimo I de' Medici (1519-1574)    | Cosimo I de' Medici (1519-1574)    | Cosimo I de' Medici (1519-1574)    | Cosimo I de' Medici (1519-1574)    | Cosimo I de' Medici (1519-1574)    | Eleonora van Toledo (1522-1562)    | Eleonora van Toledo (1522-1562)    | Eleonora van Toledo (1522-1562)    | Eleonora van Toledo (1522-1562)    | Eleonora van Toledo (1522-1562) | Eleonora van Toledo (1522-1562) |                                |                                | Keizer Ferdinand I (1503-1564) | Keizer Ferdinand I (1503-1564) | Keizer Ferdinand I (1503-1564)            | Keizer Ferdinand I (1503-1564)            | Keizer Ferdinand I (1503-1564)            | Keizer Ferdinand I (1503-1564)            | Anna van Bohemen en Hongarije (1503-1547) | Anna van Bohemen en Hongarije (1503-1547) | Anna van Bohemen en Hongarije (1503-1547) | Anna van Bohemen en Hongarije (1503-1547) | Anna van Bohemen en Hongarije (1503-1547) | Anna van Bohemen en Hongarije (1503-1547) |  |  |  |  |  |  |  |  |  |  |  |  |  |  |  |  |  |  |  |  |  |  |  |  |  |  |  |  |  |  |  |  |  |  |  |  |  |  |  |  |  |  |  |  |  |  |  |  |
| Karel van Bourbon-Vendôme (1489-1537) | Karel van Bourbon-Vendôme (1489-1537) | Karel van Bourbon-Vendôme (1489-1537) | Karel van Bourbon-Vendôme (1489-1537) | Karel van Bourbon-Vendôme (1489-1537)   | Karel van Bourbon-Vendôme (1489-1537)   | Françoise van Alençon (1491-1550)       | Françoise van Alençon (1491-1550)       | Françoise van Alençon (1491-1550)       | Françoise van Alençon (1491-1550)       | Françoise van Alençon (1491-1550)    | Françoise van Alençon (1491-1550)    |                                      |                                      | Hendrik II van Navarra (1503-1555)   | Hendrik II van Navarra (1503-1555)   | Hendrik II van Navarra (1503-1555)  | Hendrik II van Navarra (1503-1555)  | Hendrik II van Navarra (1503-1555) | Hendrik II van Navarra (1503-1555) | Margaretha van Valois (1492-1549)   | Margaretha van Valois (1492-1549)   | Margaretha van Valois (1492-1549)   | Margaretha van Valois (1492-1549)   | Margaretha van Valois (1492-1549)   | Margaretha van Valois (1492-1549)   |  |  | Cosimo I de' Medici (1519-1574)    | Cosimo I de' Medici (1519-1574)    | Cosimo I de' Medici (1519-1574)    | Cosimo I de' Medici (1519-1574)    | Cosimo I de' Medici (1519-1574)    | Cosimo I de' Medici (1519-1574)    | Eleonora van Toledo (1522-1562)    | Eleonora van Toledo (1522-1562)    | Eleonora van Toledo (1522-1562)    | Eleonora van Toledo (1522-1562)    | Eleonora van Toledo (1522-1562) | Eleonora van Toledo (1522-1562) |                                |                                | Keizer Ferdinand I (1503-1564) | Keizer Ferdinand I (1503-1564) | Keizer Ferdinand I (1503-1564)            | Keizer Ferdinand I (1503-1564)            | Keizer Ferdinand I (1503-1564)            | Keizer Ferdinand I (1503-1564)            | Anna van Bohemen en Hongarije (1503-1547) | Anna van Bohemen en Hongarije (1503-1547) | Anna van Bohemen en Hongarije (1503-1547) | Anna van Bohemen en Hongarije (1503-1547) | Anna van Bohemen en Hongarije (1503-1547) | Anna van Bohemen en Hongarije (1503-1547) |  |  |  |  |  |  |  |  |  |  |  |  |  |  |  |  |  |  |  |  |  |  |  |  |  |  |  |  |  |  |  |  |  |  |  |  |  |  |  |  |  |  |  |  |  |  |  |  |
|                                       |                                       |                                       |                                       |                                         |                                         |                                         |                                         |                                         |                                         |                                      |                                      |                                      |                                      |                                      |                                      |                                     |                                     |                                    |                                    |                                     |                                     |                                     |                                     |                                     |                                     |  |  |                                    |                                    |                                    |                                    |                                    |                                    |                                    |                                    |                                    |                                    |                                 |                                 |                                |                                |                                |                                |                                           |                                           |                                           |                                           |                                           |                                           |                                           |                                           |                                           |                                           |  |  |  |  |  |  |  |  |  |  |  |  |  |  |  |  |  |  |  |  |  |  |  |  |  |  |  |  |  |  |  |  |  |  |  |  |  |  |  |  |  |  |  |  |  |  |  |  |
|                                       |                                       |                                       |                                       | Anton van Bourbon (1518-1562)           | Anton van Bourbon (1518-1562)           | Anton van Bourbon (1518-1562)           | Anton van Bourbon (1518-1562)           | Anton van Bourbon (1518-1562)           | Anton van Bourbon (1518-1562)           |                                      |                                      |                                      |                                      |                                      |                                      | Johanna van Albret (1528-1572)      | Johanna van Albret (1528-1572)      | Johanna van Albret (1528-1572)     | Johanna van Albret (1528-1572)     | Johanna van Albret (1528-1572)      | Johanna van Albret (1528-1572)      |                                     |                                     |                                     |                                     |  |  |                                    |                                    |                                    |                                    | Francesco I de' Medici (1541-1587) | Francesco I de' Medici (1541-1587) | Francesco I de' Medici (1541-1587) | Francesco I de' Medici (1541-1587) | Francesco I de' Medici (1541-1587) | Francesco I de' Medici (1541-1587) |                                 |                                 |                                |                                |                                |                                | Johanna van Oostenrijk (1547-1578)        | Johanna van Oostenrijk (1547-1578)        | Johanna van Oostenrijk (1547-1578)        | Johanna van Oostenrijk (1547-1578)        | Johanna van Oostenrijk (1547-1578)        | Johanna van Oostenrijk (1547-1578)        |                                           |                                           |                                           |                                           |  |  |  |  |  |  |  |  |  |  |  |  |  |  |  |  |  |  |  |  |  |  |  |  |  |  |  |  |  |  |  |  |  |  |  |  |  |  |  |  |  |  |  |  |  |  |  |  |
|                                       |                                       |                                       |                                       | Anton van Bourbon (1518-1562)           | Anton van Bourbon (1518-1562)           | Anton van Bourbon (1518-1562)           | Anton van Bourbon (1518-1562)           | Anton van Bourbon (1518-1562)           | Anton van Bourbon (1518-1562)           |                                      |                                      |                                      |                                      |                                      |                                      | Johanna van Albret (1528-1572)      | Johanna van Albret (1528-1572)      | Johanna van Albret (1528-1572)     | Johanna van Albret (1528-1572)     | Johanna van Albret (1528-1572)      | Johanna van Albret (1528-1572)      |                                     |                                     |                                     |                                     |  |  |                                    |                                    |                                    |                                    | Francesco I de' Medici (1541-1587) | Francesco I de' Medici (1541-1587) | Francesco I de' Medici (1541-1587) | Francesco I de' Medici (1541-1587) | Francesco I de' Medici (1541-1587) | Francesco I de' Medici (1541-1587) |                                 |                                 |                                |                                |                                |                                | Johanna van Oostenrijk (1547-1578)        | Johanna van Oostenrijk (1547-1578)        | Johanna van Oostenrijk (1547-1578)        | Johanna van Oostenrijk (1547-1578)        | Johanna van Oostenrijk (1547-1578)        | Johanna van Oostenrijk (1547-1578)        |                                           |                                           |                                           |                                           |  |  |  |  |  |  |  |  |  |  |  |  |  |  |  |  |  |  |  |  |  |  |  |  |  |  |  |  |  |  |  |  |  |  |  |  |  |  |  |  |  |  |  |  |  |  |  |  |
|                                       |                                       |                                       |                                       |                                         |                                         |                                         |                                         |                                         |                                         | Hendrik IV van Frankrijk (1553-1610) | Hendrik IV van Frankrijk (1553-1610) | Hendrik IV van Frankrijk (1553-1610) | Hendrik IV van Frankrijk (1553-1610) | Hendrik IV van Frankrijk (1553-1610) | Hendrik IV van Frankrijk (1553-1610) |                                     |                                     |                                    |                                    |                                     |                                     |                                     |                                     |                                     |                                     |  |  |                                    |                                    |                                    |                                    |                                    |                                    |                                    |                                    |                                    |                                    | Maria de' Medici (1575-1642)    | Maria de' Medici (1575-1642)    | Maria de' Medici (1575-1642)   | Maria de' Medici (1575-1642)   | Maria de' Medici (1575-1642)   | Maria de' Medici (1575-1642)   |                                           |                                           |                                           |                                           |                                           |                                           |                                           |                                           |                                           |                                           |  |  |  |  |  |  |  |  |  |  |  |  |  |  |  |  |  |  |  |  |  |  |  |  |  |  |  |  |  |  |  |  |  |  |  |  |  |  |  |  |  |  |  |  |  |  |  |  |
|                                       |                                       |                                       |                                       |                                         |                                         |                                         |                                         |                                         |                                         | Hendrik IV van Frankrijk (1553-1610) | Hendrik IV van Frankrijk (1553-1610) | Hendrik IV van Frankrijk (1553-1610) | Hendrik IV van Frankrijk (1553-1610) | Hendrik IV van Frankrijk (1553-1610) | Hendrik IV van Frankrijk (1553-1610) |                                     |                                     |                                    |                                    |                                     |                                     |                                     |                                     |                                     |                                     |  |  |                                    |                                    |                                    |                                    |                                    |                                    |                                    |                                    |                                    |                                    | Maria de' Medici (1575-1642)    | Maria de' Medici (1575-1642)    | Maria de' Medici (1575-1642)   | Maria de' Medici (1575-1642)   | Maria de' Medici (1575-1642)   | Maria de' Medici (1575-1642)   |                                           |                                           |                                           |                                           |                                           |                                           |                                           |                                           |                                           |                                           |  |  |  |  |  |  |  |  |  |  |  |  |  |  |  |  |  |  |  |  |  |  |  |  |  |  |  |  |  |  |  |  |  |  |  |  |  |  |  |  |  |  |  |  |  |  |  |  |
|                                       |                                       |                                       |                                       |                                         |                                         |                                         |                                         |                                         |                                         |                                      |                                      |                                      |                                      |                                      |                                      |                                     |                                     |                                    |                                    |                                     |                                     |                                     |                                     |                                     |                                     |  |  |                                    |                                    |                                    |                                    |                                    |                                    |                                    |                                    |                                    |                                    |                                 |                                 |                                |                                |                                |                                |                                           |                                           |                                           |                                           |                                           |                                           |                                           |                                           |                                           |                                           |  |  |  |  |  |  |  |  |  |  |  |  |  |  |  |  |  |  |  |  |  |  |  |  |  |  |  |  |  |  |  |  |  |  |  |  |  |  |  |  |  |  |  |  |  |  |  |  |
|                                       |                                       |                                       |                                       |                                         |                                         |                                         |                                         |                                         |                                         |                                      |                                      |                                      |                                      |                                      |                                      |                                     |                                     |                                    |                                    |                                     |                                     |                                     |                                     |                                     |                                     |  |  |                                    |                                    |                                    |                                    |                                    |                                    |                                    |                                    |                                    |                                    |                                 |                                 |                                |                                |                                |                                |                                           |                                           |                                           |                                           |                                           |                                           |                                           |                                           |                                           |                                           |  |  |  |  |  |  |  |  |  |  |  |  |  |  |  |  |  |  |  |  |  |  |  |  |  |  |  |  |  |  |  |  |  |  |  |  |  |  |  |  |  |  |  |  |  |  |  |  |
|                                       |                                       |                                       |                                       | Lodewijk XIII van Frankrijk (1601-1643) | Lodewijk XIII van Frankrijk (1601-1643) | Lodewijk XIII van Frankrijk (1601-1643) | Lodewijk XIII van Frankrijk (1601-1643) | Lodewijk XIII van Frankrijk (1601-1643) | Lodewijk XIII van Frankrijk (1601-1643) |                                      |                                      | Elisabeth van Frankrijk (1602-1644)  | Elisabeth van Frankrijk (1602-1644)  | Elisabeth van Frankrijk (1602-1644)  | Elisabeth van Frankrijk (1602-1644)  | Elisabeth van Frankrijk (1602-1644) | Elisabeth van Frankrijk (1602-1644) |                                    |                                    | Christina van Frankrijk (1606-1663) | Christina van Frankrijk (1606-1663) | Christina van Frankrijk (1606-1663) | Christina van Frankrijk (1606-1663) | Christina van Frankrijk (1606-1663) | Christina van Frankrijk (1606-1663) |  |  | Nicolaas van Frankrijk (1607-1611) | Nicolaas van Frankrijk (1607-1611) | Nicolaas van Frankrijk (1607-1611) | Nicolaas van Frankrijk (1607-1611) | Nicolaas van Frankrijk (1607-1611) | Nicolaas van Frankrijk (1607-1611) |                                    |                                    | Gaston van Orléans (1608-1660)     | Gaston van Orléans (1608-1660)     | Gaston van Orléans (1608-1660)  | Gaston van Orléans (1608-1660)  | Gaston van Orléans (1608-1660) | Gaston van Orléans (1608-1660) |                                |                                | Henriëtta Maria van Frankrijk (1609-1669) | Henriëtta Maria van Frankrijk (1609-1669) | Henriëtta Maria van Frankrijk (1609-1669) | Henriëtta Maria van Frankrijk (1609-1669) | Henriëtta Maria van Frankrijk (1609-1669) | Henriëtta Maria van Frankrijk (1609-1669) |                                           |                                           |                                           |                                           |  |  |  |  |  |  |  |  |  |  |  |  |  |  |  |  |  |  |  |  |  |  |  |  |  |  |  |  |  |  |  |  |  |  |  |  |  |  |  |  |  |  |  |  |  |  |  |  |

- Bibsys: 90892372
- Bibliothèque nationale de France: cb122556898 (data)
- Biografisch Portaal: 15090510
- Gemeinsame Normdatei: 118904043
- International Standard Name Identifier: 0000 0000 8060 666X
- Library of Congress Control Number: n50037308
- Nationale Bibliotheek van Letland: 000205692
- Nationale Bibliotheek van Tsjechië: jx20070622003
- Nationale Bibliotheek van Israël: 987007262404905171
- Nederlandse Thesaurus van Auteursnamen: 070549028
- RKD-Nederlands Instituut voor Kunstgeschiedenis: 490422
- Istituto Centrale per il Catalogo Unico: TO0V405654
- LIBRIS: 214298
- SNAC: w6rn3nzr
- Système universitaire de documentation: 031318916
- Museum of New Zealand Te Papa Tongarewa: 37929
- Union List of Artist Names: 500373202
- Virtual International Authority File: 52930938
- WorldCat: E39PBJbxDGfqffRjyMTwgD4cyd